# أنيتا كلاين
أنيتا كلاين (بالإنجليزية: Anita Klein)‏ هي رسامة أسترالية، ولدت في 14 فبراير 1960 في سيدني في أستراليا.

## وصلات خارجية
- الموقع الرسمي